# 죽암휴게소

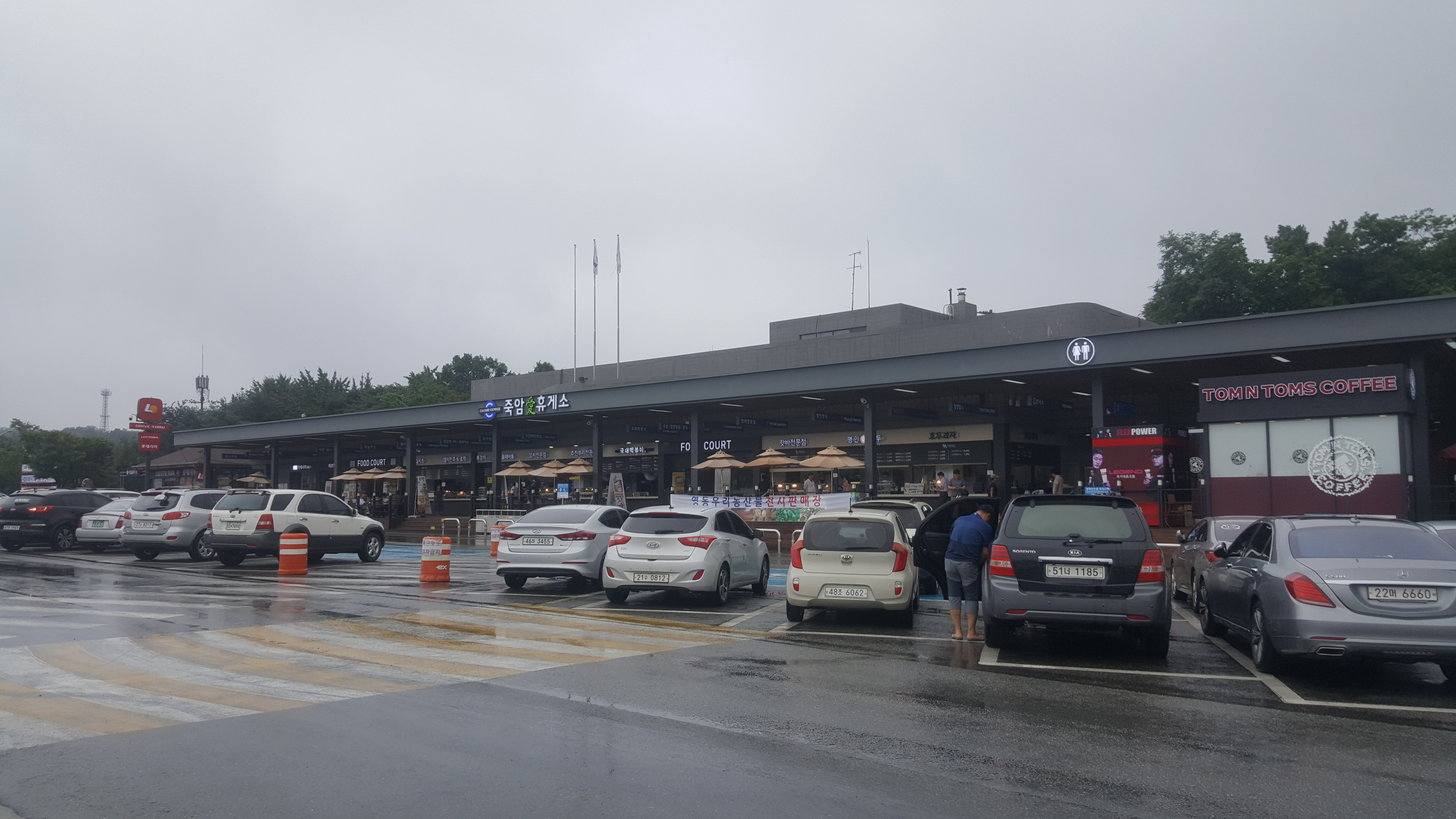
2017년 8월 10일 찍은 죽암휴게소 부산방향

죽암휴게소(竹巖休憩所, Jugam Service Area)는 충청북도 청주시 서원구 현도면에 위치한 경부고속도로와 서산영덕고속도로의 고속도로 휴게소이다. 양방향 모두 존재한다.

## 시설
- 주차장
- 화장실
- 수면실
- 수유실
- 샤워실
- 정유소 : 알뜰셀프주유소, E1 , SK가스
- 전기차충전소
- 종합안내소
- 브랜드매장 : 던킨도너츠, 엔젤리너스, 파리바게트(부산방향), 베스킨라빈스, 롯데리아(부산방향)
- 현금 자동 입출금기

## 다음 휴게소
상행선
- 경부고속도로 서울방향 청주휴게소 27km
- 서산영덕고속도로 영덕방향 문의청남대휴게소 13km
- 중부고속도로 하남방향 오창휴게소 31km

하행선
- 경부고속도로 부산방향 옥천휴게소 32km
- 호남고속도로지선 논산방향 벌곡휴게소 40km
- 통영대전고속도로 통영방향 금산인삼랜드휴게소 43km

## 전후
부산방향
| 다음 지점        | ← | 현재 지점  | ← | 이전 지점      |
| ---------------- | - | ---------- | - | -------------- |
| 신탄진 나들목    | ← | 죽암휴게소 | ← | 남청주 나들목  |
| 옥천만남의휴게소 | ← | 죽암휴게소 | ← | 천안호두휴게소 |

서울방향
| 다음 지점     | ← | 현재 지점  | ← | 이전 지점      |
| ------------- | - | ---------- | - | -------------- |
| 신탄진 나들목 | → | 죽암휴게소 | → | 남청주 나들목  |
| 옥천휴게소    | → | 죽암휴게소 | → | 천안호두휴게소 |